# Nepeta sanabriensis
Nepeta sanabriensis là một loài thực vật có hoa trong họ Hoa môi. Loài này được Losa mô tả khoa học đầu tiên năm 1949.